# 組織地形
組織地形（そしきちけい、英語：structural landform）は、地質構造に由来し、差別侵食を受け形成された侵食地形である。

## 概要
侵食地形においては、それを構成している地質構造の影響を大きく受ける。各地層はその構成物や固結度、変成、節理の状況などにより、侵食に対する抵抗度が異なる。これにより、差別侵食が発生すると、地層の配置・分布に特に影響された地形が形成される。これを組織地形と呼ぶ。
地質構造を反映した地形である点では、変動地形とともに構造地形に分類される。変動地形は地殻運動が主形成要因であり、組織地形は侵食活動が主形成要因である点が異なる。

## 主な組織地形
主な組織地形としては以下のようなものがある。
- ケスタ
- ホッグバック
- メサ
- ビュート
- 背斜谷
- 構造平野
- 組織段丘